# Stanislav Eremin
Stanislav Georgiyevich Eremin (en russe : Станислав Георгиевич Ерёмин, Stanislav Gueorguievitch Eriomine), né le 26 février 1951 à Sverdlovsk, en Union soviétique, est un joueur soviétique puis entraîneur russe de basket-ball, évoluant au poste de meneur.

## Carrière
Eremine est colonel de l'armée russe.

### Palmarès
- Médaille de bronze aux Jeux olympiques 1980
- Médaille de bronze au championnat du monde 1978
- Champion du monde 1982
- Médaille d'argent au championnat d'Europe 1977
- Champion d'Europe 1979
- Champion d'Europe 1981
- Médaille de bronze au championnat d'Europe 1983